# تلویزیون مارول
تلویزیون مارول (انگلیسی: Marvel Television) یکی از بخش‌های مارول استودیوز است که به تولید مجموعه‌های تلویزیونی و مجموعه‌های پویانمایی می‌پردازد.